# Sámova říše
Sámova říše (latinsky regnum Samonem, doslova „Sámovo království“), v české literatuře někdy také „Sámův stát“ apod., byl kmenový svaz Slovanů existující ve střední Evropě v letech 623/624–659 (podle Fredegarovy kroniky) a historicky první slovanský stát střední Evropy. Pojil se s osobou franského kupce Sáma, který si získal velkou prestiž jako velitel během bojů Slovanů s Avary, ovládajícími dlouhá léta střední a jihovýchodní Evropu. V dobových pramenech z 9. století je země zmiňována jako „regio Sclavorum“ a „terra Slavorum“, tj. země Slovanů.

## Hlavní město
O městech (resp. hradištích) Slovanů té doby není nic známo, a to ani včetně toho, které tehdy plnilo funkci hlavního města nebo alespoň bylo Sámovým sídlem. Jeho název je neznámý, dochovalo se pouze jméno jakéhosi Wogastisburgu, který je připomínán v souvislosti s podrobnou zmínkou ve Fredagarově kronice týkající se vojenského konfliktu s franským králem Dagobertem. Nejedná se o název hlavního města, ale vzdálené hradiště, poblíž kterého byla svedena bitva s Franky. Hlavní město Sámovy říše je stále předmětem diskuzí. K možným kandidátům patří Nitra, nicméně někteří usuzují, že jím mohl být Devín (Děvín).

## Historie

### Vznik

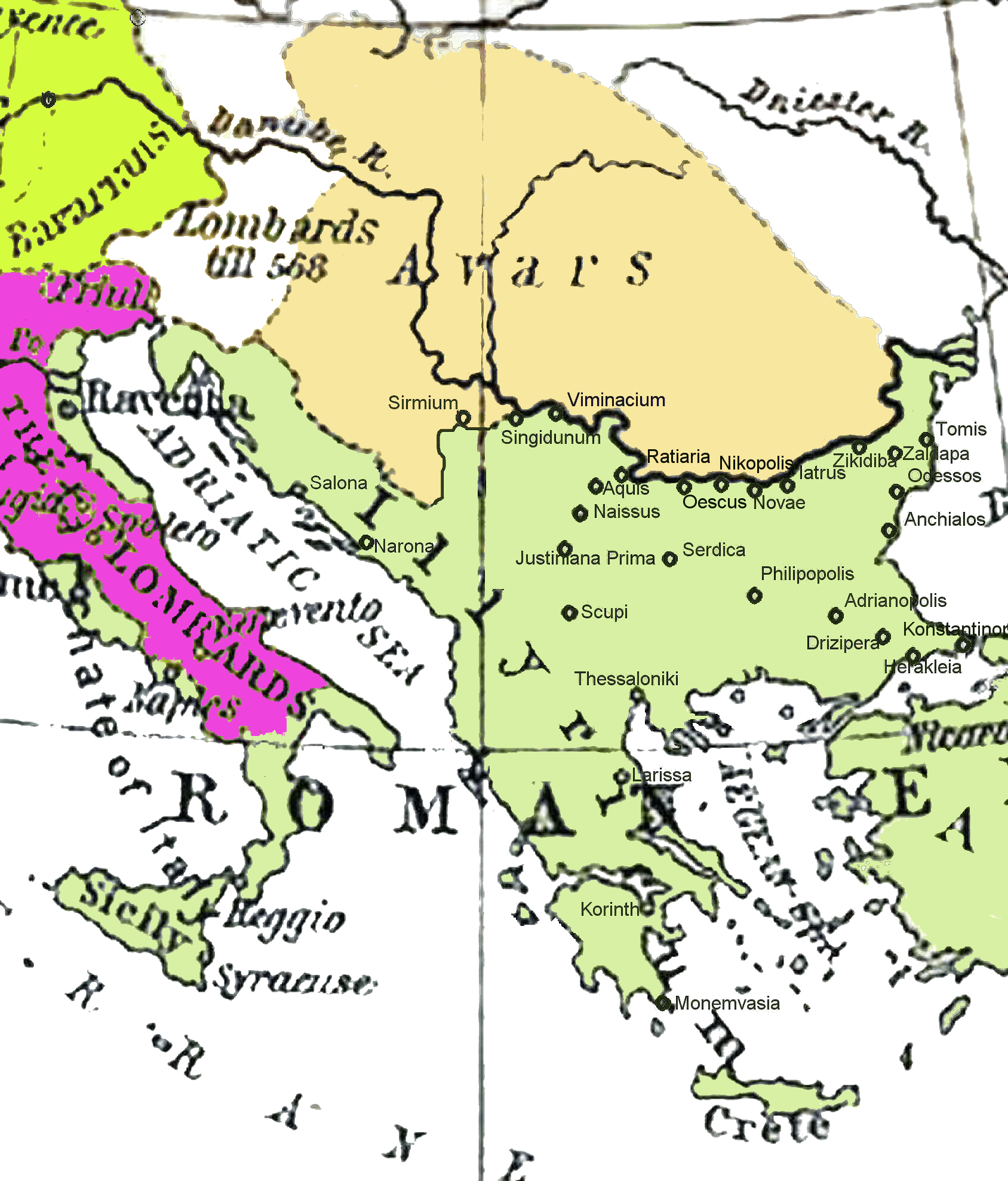
Avarský kaganát (žlutá) na konci 6. a začátku 7. století

Státní útvar vznikl spojením slovanských kmenů, které byly do té doby podřízeny, ne však poddány, avarskému kaganátu v Panonii, který byl rovněž kmenovým svazem. Na začátku 7. století se však nacházel ve vnitropolitickém rozvratu v důsledku bojů mezi několika nástupci chána Bajana. Franský kupec Sámo využil situace a spojil slovanské kmeny proti nim. Ve vítězném boji se osvědčil svými válečnými a vůdcovskými dovednostmi, takže si získal mezi Slovany vysoké postavení a poté byl zvolen jejich vůdcem (Historia Francorum: latinsky ...eum super se eligunt regem...). V letech 630–635 probíhala v avarské říši občanská válka mezi Avary a Bulhary (Kutrigury a Onogury), která skončila odtržením Bulharů žijících ve stepích severně od Černého moře.

### Charakter kmenového svazu

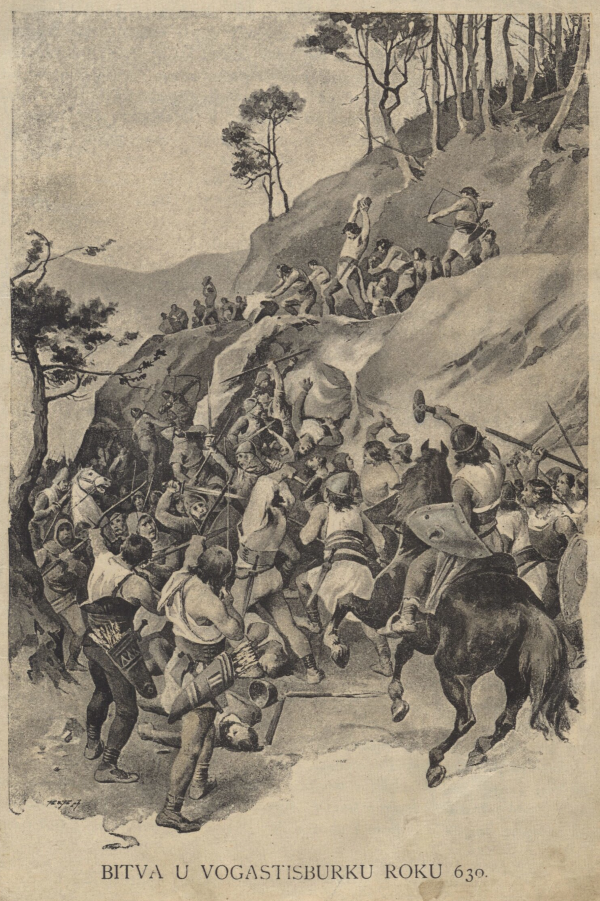
Bitva u Wogastisburgu

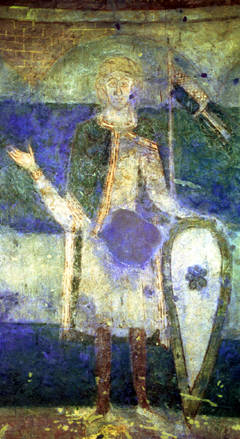
Údajný Sámo v rotundě svaté Kateřiny

Nově vzniklá Sámova říše měla charakter blízký avarskému (turko-tatarskému) kaganátu, který byl posílen prozíravou sňatkovou politikou (Fredegar píše o 12 manželkách). Říše dosáhla nemalého významu. Není známa přesnější poloha nebo rozsah Sámova kmenového svazu, ale pravděpodobně zaujímal dnešní Čechy a Moravu a zasahoval až na území severozápadně od Čech osídlené polabskými a posálskými Srby. Později se Sámovi Slované dostali do konfliktu s franskou říší. Její vládce Dagobert I. chtěl rozšířit svou vládu dále na východ a napadl slovanská území pod záminkou pomsty za násilí údajně spáchané na franských kupcích. Již v době před Sámovou říší byly slovanské kmeny velmi schopnou pěší armádou. Svou bojeschopnost (hlavně však díky dobrému vedení) dokázaly v bitvě u Wogastisburgu v roce 631, kde porazily franská vojska krále Dagoberta I., zřejmě jediného písemně dochovaného válečného střetu. Bitva probíhala tři dny, ale nikoli nepřetržitě, spíše se jednalo o sérii pokusů dobýt slovanské hradiště. V následujících pěti letech byly podnikány nájezdy na franské území.

### Konec a pokračování říše

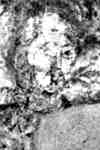
Moravod, údajný syn Sáma

Má se za to, že po Sámově smrti (658 nebo 661) se jeho říše rozpadla, čemuž pravděpodobně velmi napomohl fakt, že Sámo měl početné potomstvo (snad 22 synů a 15 dcer podle Fredegara). Odstředivé kmenové tendence byly posíleny tím, že téměř každý mocnější kmen svazu měl mezi Sámovými manželkami svou zástupkyni a jejího syna – pretendenta trůnu, se kterým se mohl identifikovat. To, co bylo za Sámova života při udržování říše výhodou, se po jeho smrti stalo naopak překážkou.
O období po rozpadu Sámovy říše nejsou žádné písemné prameny, přesto podle archeologických nálezů lze usuzovat, že říše fungovala nadále, ale samozřejmě ne v takovém měřítku. Byla pravděpodobně roztříštěna mezi Sámovy následovníky, kteří vládli na svých územích. V určitých pozdějších pramenech se postupně objevují jména Moravod, Vladuc, Suanthos, Samoslav, Hormidor a Mojmír, ale jejich skutečnost je velice neurčitá. Velice pravděpodobně jde o pouhou literární fikci kronikářů Tomáše Pěšiny a Gelasia Dobnera, kteří se pokusili po vzoru českých mýtů vytvořit přímou návaznost Sámova rodu na mojmírovská knížata. Hradiště, která byla na vzestupu za Sámovy vlády, nezanikla, ba dokonce se dále rozvíjela. Z tohoto lze usuzovat, že byla jádrem pro založení budoucí Velkomoravské říše, kdy se moci chopili Mojmírovci.

## Prameny
Všechny teorie o Sámově říši vycházejí z jediné zprávy v tzv. Fredegarově kronice.
Nejstarší (tendenční a v tomto bodě nespolehlivé) zprávy pocházejí z textu spisku O obrácení Bavorů a Korutanců na víru (Libellus de conversione Bagoariorum et Carantonorum, rok 870) ze Solnohradu (Salcburku), který je ve více částech přímo odvozen z Fredegara. Třetí text – také odvozený z Fredegara – jsou Gesta Dagoberti I. regnis Francorum z první třetiny 9. století z opatství Saint-Denis u Paříže.